# 蓬桑 (卢瓦尔省)
蓬桑（法語：Poncins，法語發音：[pɔ̃sɛ̃]）是法国卢瓦尔省的一个市镇，位于该省中部，属于蒙布里松区。

## 地理
蓬桑（45°43'41"N, 4°9'45"E）面积20.63 平方千米，位于法国奥弗涅-罗讷-阿尔卑斯大区卢瓦尔省，该省份为法国中南部省份，北起顺时针与索恩-卢瓦尔省、罗讷省、伊泽尔省、阿尔代什省、上盧瓦爾省、多姆山省和阿列省接壤。
与蓬桑接壤的市镇（或旧市镇、城区）包括：尚贝翁、克莱佩、弗尔、蒙凡尔登、福雷地区莫尔南、圣艾蒂安勒莫拉尔、圣富瓦-圣叙尔皮斯。

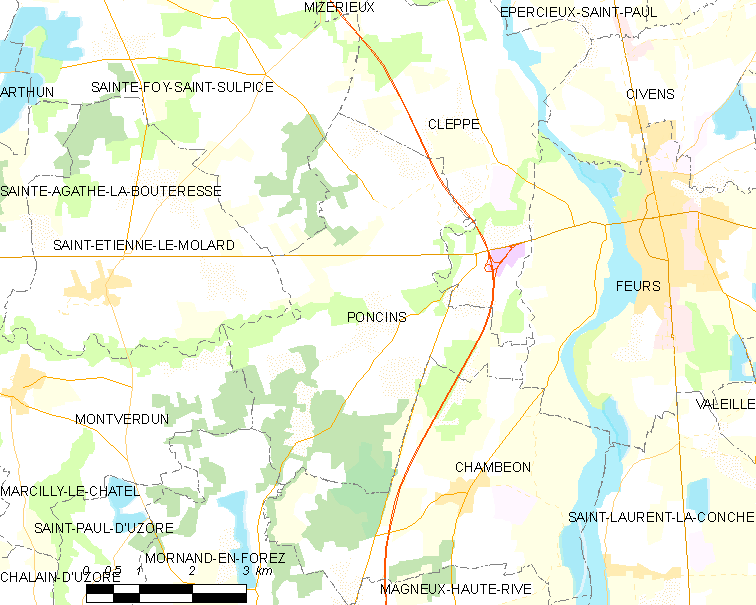
的OSM定位图

蓬桑的时区为UTC+01:00、UTC+02:00（夏令时）。

## 行政
蓬桑的邮政编码为42110，INSEE市镇编码为42174。

## 政治
蓬桑所属的省级选区为弗尔县。

## 人口

1962-2008年间人口变化图示

蓬桑于2022年1月1日时的人口数量为1268人。